# Vieira da Silva (inslagkrater)
Vieira da Silva is een inslagkrater in de Beethovenvierhoek op de evenaar van de planeet Mercurius. Vieira da Silva is een inslagkrater van ongeveer 274 km diameter.
De krater is op 2013 door de Internationale Astronomische Unie vernoemd naar de Portugees-Franse schilderes Maria Helena Vieira da Silva.